# Rhododendron amagianum
Rhododendron amagianum är en ljungväxtart som först beskrevs av Tomitaro Makino, och fick sitt nu gällande namn av Tomitaro Makino och Kanesuke Hara. Rhododendron amagianum ingår i släktet rododendron, och familjen ljungväxter. Inga underarter finns listade i Catalogue of Life.